# Кир-Актачи
Кир-Актачи́ (также Кир-Актачи татарские) (укр. Кир-Актачи, крымскотат. Qır Aqtaçı, Къыр Акътачы) — исчезнувшее село в Раздольненском районе Республики Крым, располагавшееся на юге района, в степной части Крыма, примерно в 4 км юго-восточнее современного села Бахчёвка.

### Динамика численности населения
| - 1806 год — 110 чел. - 1864 год — 110 чел. - 1892 год — 17 чел. | - 1900 год — 58 чел. - 1915 год — 58/8 чел. - 1926 год — 111 чел. |

## История
Первое документальное упоминание села встречается в Камеральном Описании Крыма… 1784 года, судя по которому, в последний период Крымского ханства Актатжи входил в Шейхелский кадылык Козловского каймаканства. После присоединения Крыма к России (8) 19 апреля 1783 года, (8) 19 февраля 1784 года, именным указом Екатерины II сенату, на территории бывшего Крымского ханства была образована Таврическая область и деревня была приписана к Евпаторийскому уезду. После павловских реформ, с 1796 по 1802 год входила в Акмечетский уезд Новороссийской губернии. По новому административному делению, после создания 8 (20) октября 1802 года Таврической губернии, Кир-Актачи был включён в состав Хоротокиятской волости Евпаторийского уезда.
По Ведомости о волостях и селениях, в Евпаторийском уезде с показанием числа дворов и душ… от 19 апреля 1806 года в деревне Кир-Актачи числилось 10 дворов, 108 крымских татар и 2 ясыров. На военно-топографической карте генерал-майора Мухина 1817 года деревня Кир алтачи обозначена, почему-то, пустующей. После реформы волостного деления 1829 года Кирк Актачи, согласно «Ведомости о казённых волостях Таврической губернии 1829 года» отнесли к Аксакал-Меркитской волости (переименованной из Хоротокиятской). На карте 1836 года в деревне 21 двор, как и на карте 1842 года (Кур-Актачи).
В 1860-х годах, после земской реформы Александра II, деревню приписали к Биюк-Асской волости. Согласно «Памятной книжке Таврической губернии за 1867 год», деревня была покинута жителями, вследствие эмиграции крымских татар, особенно массовой после Крымской войны 1853—1856 годов, в Турцию и вновь заселена татарами. В «Списке населённых мест Таврической губернии по сведениям 1864 года», составленном по результатам VIII ревизии 1864 года, Кыр-Актачи — владельческая татарская деревня, с 8 дворами, 110 жителями и мечетью при колодцахъ. По обследованиям профессора А. Н. Козловского 1867 года, вода в колодцах деревни была пресная, а их глубина достигала 30—40 саженей «и более» (63—85 м). На трехверстовой карте Шуберта 1865—1876 года в деревне Кыр-Актачи обозначено 7 дворов). Согласно «…Памятной книжке Таврической губернии на 1892 год», в деревне Кир-Актачи, входившей в Кадышский участок, было 17 жителей в 1 домохозяйстве.
Земская реформа 1890-х годов в Евпаторийском уезде прошла после 1892 года, в результате Кир-Актачи приписали к Агайской волости.
По «…Памятной книжке Таврической губернии на 1900 год» в деревне числилось 58 жителей в 3 дворах. По Статистическому справочнику Таврической губернии. Ч.II-я. Статистический очерк, выпуск пятый Евпаторийский уезд, 1915 год, в деревне Кир-Актачи (вакуф) Агайской волости Евпаторийского уезда числилось 13 дворов (все безземельные) с татарским населением в количестве 58 человек приписных жителей и 8 — «посторонних», из которых 29 мужчин и 37 женщин. Жители владели 400 десятинами удобной земли. В хозяйствах имелось 67 лошадей, 8 коров и 130 голов мелкого скота.
После установления в Крыму Советской власти, по постановлению Крымревкома от 8 января 1921 года № 206 «Об изменении административных границ» была упразднена волостная система и село вошло в состав Бакальского района Евпаторийского уезда, а в 1922 году уезды получили название округов. 11 октября 1923 года, согласно постановлению ВЦИК, в административное деление Крымской АССР были внесены изменения, в результате которых округа были отменены, Бакальский район упразднён и село вошло в состав Евпаторийского района. Согласно Списку населённых пунктов Крымской АССР по Всесоюзной переписи 17 декабря 1926 года, в селе Кир-Актачи, Кадышского сельсовета Евпаторийского района, числилось 20 дворов, из них 19 крестьянских, население составляло 111 человек, все татары, действовала татарская школа. После создания 15 сентября 1931 года Фрайдорфского (переименованного в 1944 году в Новосёловский) еврейского национального (лишённого статуса национального постановлением Оргбюро ЦК КПСС от 20 февраля 1939 года) района Кир-Актачи татарские (так село называется на последней по времени карте — двухкилометровке РККА 1942 года) включили в его состав.
В 1944 году, после освобождения Крыма от фашистов, согласно
Постановлению ГКО № 5859 от 11 мая 1944 года, 18 мая крымские татары были депортированы в Среднюю Азию. Видимо, опустевшее после войны и депортации село не возрождали.